# Олтон (Канзас)
Олтон (енгл. Alton) град је у америчкој савезној држави Канзас.

## Демографија
По попису из 2010. године број становника је 103, што је 14 (-12,0%) становника мање него 2000. године.
| Група             | 2000.       | 2010.       |
| Белци             | 113 (96,6%) | 100 (97,1%) |
| Афроамериканци    | 0 (0,0%)    | 0 (0,0%)    |
| Азијати           | 0 (0,0%)    | 0 (0,0%)    |
| Хиспаноамериканци | 2 (1,7%)    | 0 (0,0%)    |
| Укупно            | 117         | 103         |